# Катаева-Лыткина, Надежда Ивановна
Катаева-Лыткина Надежда Ивановна (1918 года, Зима, Иркутская область — 7 сентября 2001 года, Москва) — советский и российский искусствовед, музейный деятель, основатель Дома-музея Марины Цветаевой, врач, кандидат медицинских наук.

## Биография
Родилась в Сибири в семье учителей — интеллигентов-подвижников культурного строительства первых советских лет, выходцев из крестьянских семей. Отец, Иван Антонович Лыткин — директор школы, математик, орденоносец (орден Ленина за педагогическую деятельность). В своей практике ориентировался на методы воспитания А. Макаренко. Мать, Надежда Ивановна Лыткина, окончила Ленинградский Институт химии. Член партии с 1918 г., активный организатор хозяйственной жизни школы, преподаватель. Была связана по партийным делам с С. Кировым и высоко ставила его деятельность. Родной брат Антон был убит в ВОВ.
Училась в Новосибирской средней школе № 12, где её одноклассниками были Егор Лигачёв и будущий композитор Александр Локшин, который сидел с ней за одной партой и посвящал ей свои первые сочинения.
С 1937 года — студентка 1-го Московского медицинского института. 
В 1941 году Надежде, как и всем студентам-четверокурсникам 1-го ММИ, досрочно выдали дипломы и отправили в «горячие точки». Лыткина попала в один из московских госпиталей, несколько раз ассистировала известному хирургу С. С. Юдину, тушила зажигательные бомбы на крыше полевого госпиталя № 5022 на Новинском бульваре, ночами читала стихи умирающим и выздоравливающим раненым. Затем было мощное наступление на запад, фашистские снайперы, бесчисленные операции в качестве военного хирурга. Награждена Орденом Отечественной войны II степени. Победу 9 Мая 1945 года встретила, идя за Красной армией, борясь с эпидемией тифа в Бессарабии, переболев сама и сыпным, и возвратным тифом.
После окончания войны работала в медицинских учреждениях, как врач-инспектор проверяла состояние курортов, разорённых войной. В 1953 году её уволили за несогласие с обвинениями по «делу врачей».
Вышла замуж за пианиста Игоря Катаева, в 1956 году у них родился сын Виталий, будущий музыкант. В этот же период, общаясь с семьёй Салтыковых и Воробьёвых, она всё больше считала себя православной верующей.
Несмотря на то, что позднее она защитила кандидатскую диссертацию об опыте полевой хирургии в Институте курортологии, в медицину больше не вернулась, полностью переключившись на искусствоведческую и музейную проблематику. В 1966 году окончила искусствоведческое отделение МГУ, где под руководством Д. В. Сарабьянова подготовила работу о художнике Роберте Фальке. Работала экскурсоводом в Манеже, выступала в печати по тематике истории искусства и музейного дела.

## Маринин дом

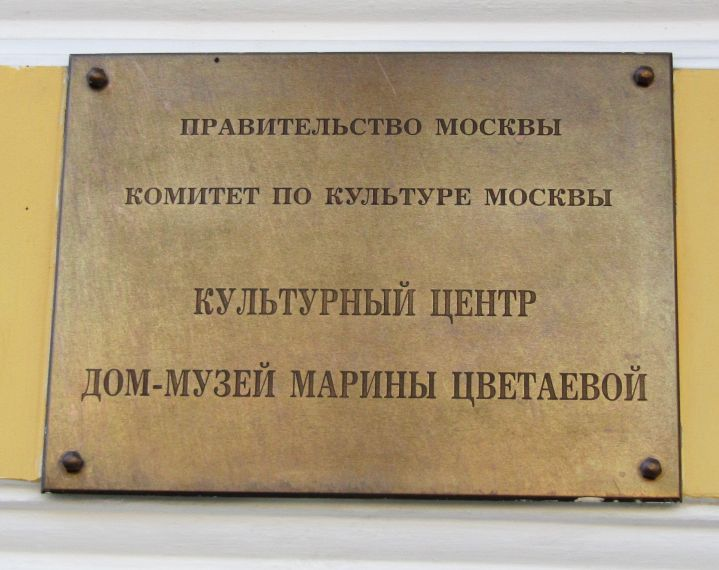
Табличка на доме-музее Марины Цветаевой

В 1941 году Катаевой-Лыткиной предоставили ордер на комнату в доме № 6 в Борисоглебскому переулку, в квартире № 3 которого до отъезда за рубеж жила русская поэтесса Марина Цветаева. Узнав об этом в послевоенные годы, Надежда Ивановна увлечённо занялась изучением жизни и творчества поэта, а в 1970-м году задалась мыслью создать там «Маринин дом».
Когда строение оказалось в аварийном состоянии и жителей расселили, Катаева-Лыткина отказывалась выехать и сумела найти себе союзников в лице академика Д. С. Лихачёва, префекта ЦАО А. И. Музыкантского, а затем и мэра Москвы Юрия Лужкова.
В 1992 году, в год 100-летия со дня рождения Марины Цветаевой, дом получил статус музея. Надежда Ивановна Катаева-Лыткина стала его научным руководителем и оставалась им до самой смерти в 2001 году.
С 1991 года жила в Староконюшенном переулке, 25. Похоронена на Ваганьковском кладбище.

## Награды
- Орден Дружбы (6 октября 1997 года) — за большой вклад в укрепление экономики, развитие социальной сферы и в связи с 850-летием основания Москвы[12].
- Орден Отечественной войны II степени.
- Почётный диплом Московской городской думы (3 сентября 1997 года) —  за авторство концепции и структуры Культурного центра «Дом-музей Марины Цветаевой», создание экспозиции мемориального музея[13].

## Избранные работы
- Катаева-Лыткина Н. Мой путь в Маринин дом Архивная копия от 11 октября 2018 на Wayback Machine // Наука и жизнь. 1984. № 5.
- Катаева-Лыткина Н. Н. Поэт Марина Цветаева и семья композитора Скрябина // Октябрь. 1992. № 10. С. 174-179.
- Прикосновения: Статьи разных лет / Сост. И. Ю. Белякова, Э. С. Красовская. М., 2002.
- Катаева-Лыткина Н. 145 дней после Парижа. 1 часть. // Вестник. 2002. № 26 (311).
- Катаева-Лыткина Н. 145 дней после Парижа. 2 часть. Архивная копия от 5 апреля 2019 на Wayback Machine // Вестник. 2003. № 1 (312). 8 января.